# ウェブサイト

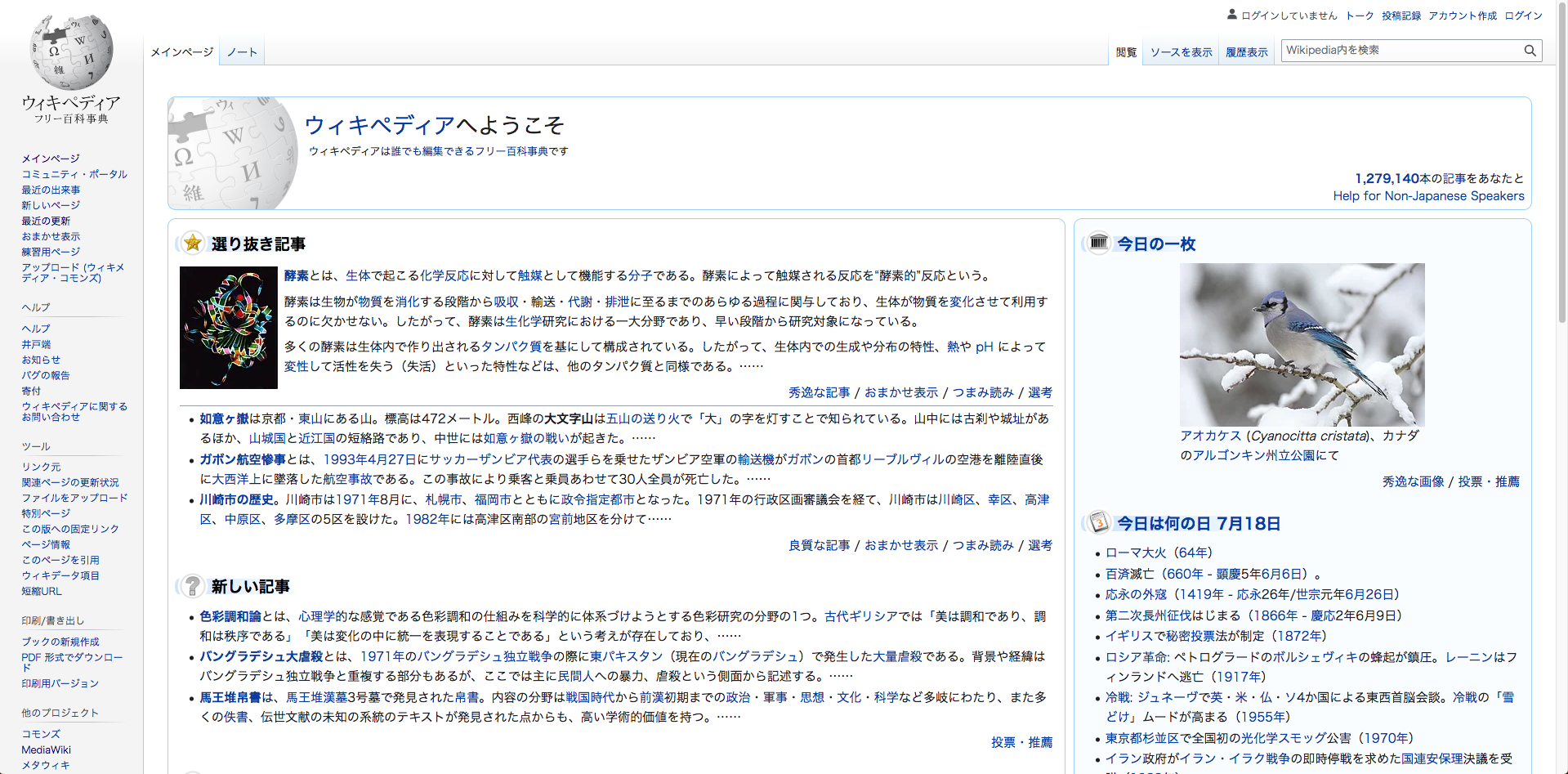
ウィキペディア日本語版のトップページ（→メインページ）

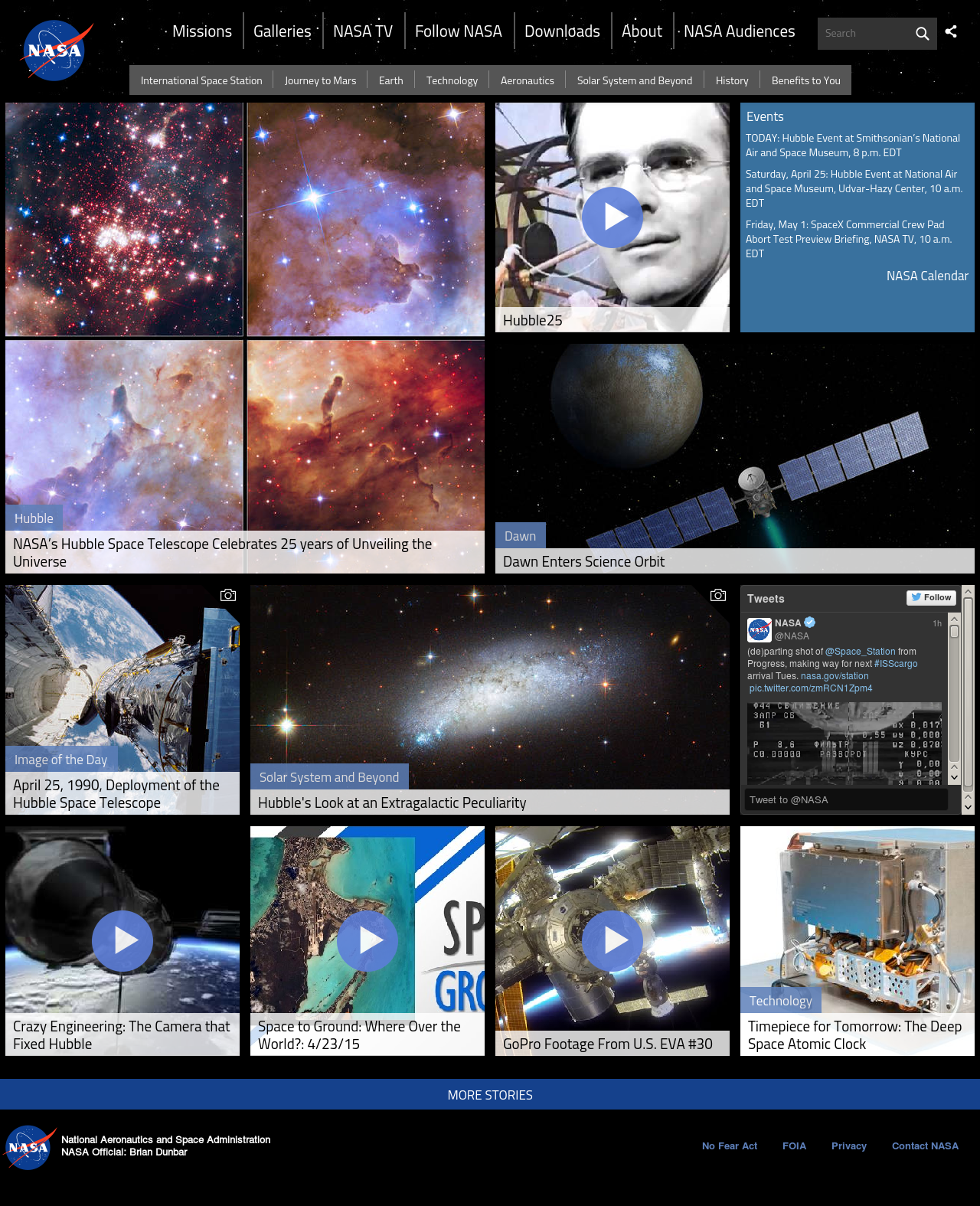
アメリカ航空宇宙局（NASA）のトップページ（2015年）

ウェブサイト（英: website）は、World Wide Web（WWW、ワールドワイドウェブ）上にあり、一般に特定のドメイン名の下にある複数のウェブページの集まりのこと。サイトと呼ばれることもある。企業などの団体が自身を紹介するため自ら構築したサイトをその団体の公式サイトなどと呼ぶ。
ホームページと呼ばれることもあるが、この用法は誤用とされる場合もある。また、ウェブサイトのトップページのみをさしてホームページと呼ぶ場合もある。

## 歴史
1990年代のWWWは実験運用の時代にあった。この時代には、WWW提案よりも前の集中型の思想を参考にして、組織の総合的な情報を掲載した、静的コンテンツによるウェブサイトを立ち上げ、手動で管理されるポータルサイトに登録を依頼する例が多かった。しかし、2000年代からロボット型検索エンジンによるウェブサイトの自動登録に移行し、 組織が複数のドメインを取得してサービス別にサイトを切り分けるなど、WWWの本来の思想である分散型のシステムに移行して行った。
イギリスのネットクラフト社の調査によると、1995年8月にはインターネット上のサイト数は約1万8000件だった。2006年11月2日の時点でサイト数は1億件を突破した。また、インターネット統計サイトのインターネット・ライブ・スタッツのリアルタイム統計では、2014年9月16日に世界のサイト数が10億件を突破した。WWWの考察者とされるティム・バーナーズリーはTwitter（現：X）でこの様子を喜んでいる。

## ウェブサイト構成の例
ここでは美術館の公式サイトを例示する。
ホームページ、メインページ、フロントページ、トップページ、またはインデックスページそのウェブサイトの“顔”になる部分。
概要画家の紹介や、入場料金と開館時間、美術館の沿革など。
施設案内施設の平面図、交通アクセスなど。
催し案内企画展のお知らせなど。
作品紹介作品のデータベースが公開されていることもある。
電子掲示板ウェブサイトを閲覧した人が感想などを書けるようにしていることがある。
リンク集関連する外部団体などのリンク集。

## 認可
中国では、Webサイトは許可制となっている。ICP (Internet Content Provider) Licenseと公安登録（Public Security Bureau、京公网安备、正式な中国語の名称:北京市计算机信息网络国际联网单位备案的简称）が必要となる。

## 管理者を失ったウェブサイトの扱い
個人が製作したウェブサイトやブログなどが、その個人の没後、どのように管理・保存されるべきかという問題がある。この問題を「関心空間」では「ネット墓守（ネットはかもり）」というキーワードとして登録した。インターネット上の個人の墓標といった、慰霊や追憶といったものとは別物である。あくまで、これは個人が生前活動していたかたちをそのままに残すというものである。
現在まだ日本国内では、直接個人のウェブサイトを本人の没後維持していくサービスのようなものは商品サービス化されていないが、難病で闘病生活をおくって亡くなった個人のウェブサイトを担当医、もしくはボランティアが故人の意図を尊重しつつ管理、維持しているものがいくつか存在する。
こうした動きの中で、例えば山形浩生のサイトにおける『遺言状』や、「まろまろ記」におけるWeb遺書など、管理者自身が急死にそなえて没後の方針をサイト上で意思表明する活動もおこなわれている。ソーシャル・ネットワーキング・サービス（SNS）のmixi内でのWeb 遺書コミュニティでも情報交換がおこなわれている。
この問題に対する社会的関心は徐々に高まっており、日本経済新聞2006年4月21日付の夕刊「ホームページよ永遠に」でも取り上げられている。
もっとも管理者が死去する以前に、管理者が自身のウェブサイトの管理・運営に飽きてしまい、途中で放置してしまう事例、もしくはサーバ管理会社が管理システムへのアクセス方法を変更し、管理者が切り替えに対応しなかったために管理不能となった例などは数多くある。大韓民国では2006年に韓国政府情報通信部と韓国情報保護振興院 (KISA)（現:韓国インターネット振興院）により、放置されたサイトが悪用されるのを防ぐため、長い間更新されていないサイトの大掃除が行われた。